# Salle à manger familiale de la Maison-Blanche

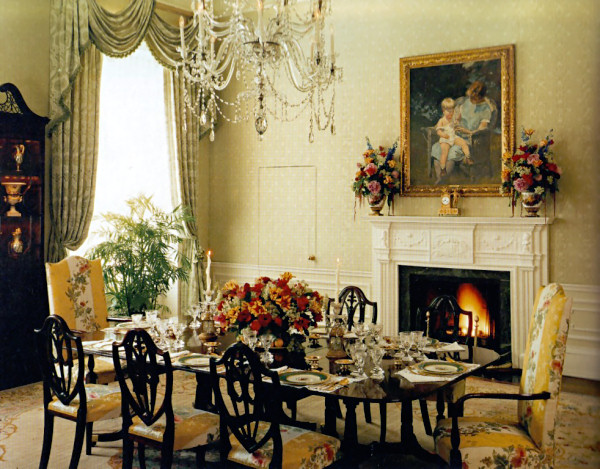
La salle à manger familiale en 1997.

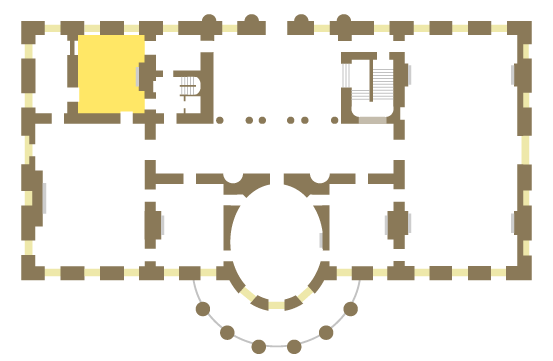
Localisation de la salle à manger familiale au deuxième étage de la résidence exécutive de la Maison-Blanche.

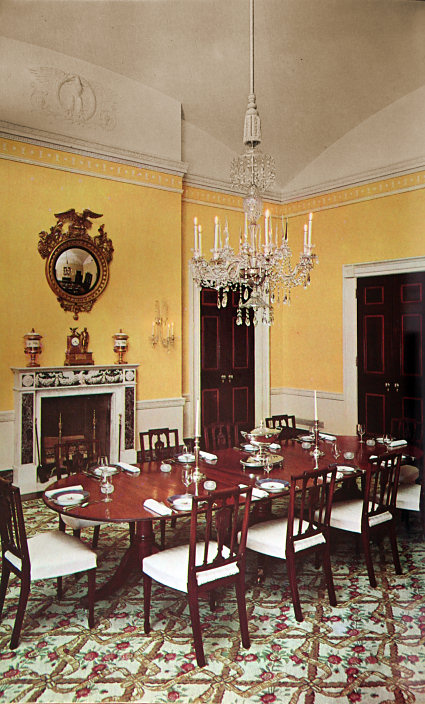
La Salle à manger familiale sous l'administration Kennedy.

La salle à manger familiale (en anglais, Family Dining Room) se trouve au premiere étage de la résidence exécutive de la Maison-Blanche, lieu de vie du président des États-Unis. Cette salle à manger est utilisée pour les petits repas privés contrairement à ceux servis dans la salle à manger d'État (State Dining Room), ainsi que pour les déjeuners. Les repas de la famille présidentielle sont eux le plus souvent servis au deuxième étage, dans la salle à manger du président (President's Dining Room).
Peu de temps après la construction de la maison blanche s'est fait sentir le besoin d'une salle à manger à usage privé distincte de celle utilisée pour les repas officiels. Thomas Jefferson se sert alors de l'actuel salon vert (Green Room) comme salle à manger privée. Les nouveaux plans élaborés pour la reconstruction de la maison blanche après l'incendie en 1814 lors de la guerre anglo-américaine indiquent l'existence d'une salle d'État dans le coin sud-ouest du bâtiment et d'une salle à manger privée dans le coin nord-ouest. Dans la deuxième moitié du XIXe siècle, un garde-manger est ajouté, réduisant la taille de la salle à manger privée. L'utilisation du terme de « salle à manger familiale » a dès lors commencé à remplacer celui de « Salle privée » (Private salle).

## La reconception néoclassique de McKim
Les rénovations dues à l'architecte Charles Follen McKim au cours de la présidence de Theodore Roosevelt transforment architecturalement la salle à manger familiale. McKim utilise les plafonds du hall du rez-de-chaussée (ceux conçus par James Hoban) comme modèle pour les plafonds de la salle à manger familiale. La décoration est constituée d'un bas-relief en plâtre en forme de clé grecque, ainsi que d'un motif représentant une étoile à cinq branches. Un aigle au sein d'une couronne de lauriers est réalisée sur le mur est, au-dessus du manteau de la cheminée. McKim commande au fabricant de meubles de Boston A.H. Davenport des meubles de style fédéral, soit un buffet, une armoire et une table à manger. Les reproductions de fauteuils dans le style de ceux créés par Thomas Chippendale sont remplacés par une série de chaises victoriennes utilisés au XIXe siècle.

## La reconstruction de Truman
Une photographie d'une zone du plafond prise pendant que la salle était en cours démontage lors de la reconstruction de la Maison-Blanche sous la présidence Truman, montre le moulage des frises datant de 1818 et plusieurs morceaux de papier peint d'époque victorienne. La décoration de plâtre, ainsi que les boiseries furent retirées avec l'intention de les réinstaller, après la reconstruction. Malheureusement, comme dans la plupart des pièces, cette réinstallation n'eut pas lieu car les éléments démonté furent jugés inutilisables. On fit alors des copies des éléments détériorés. La plupart des meubles commandé par McKim furent réinstallés.

## La restauration des Kennedy
Au cours de la présidence de John Fitzgerald Kennedy, la Salle à manger familiale fit, comme la plupart des pièces de la Maison-Blanche, l'objet d'une restauration a été conçue en grande partie par Sister Parish qui demanda l'architecte Robert Raley, consultant au Winterthur Museum and Country Estate, d'évaluer le potentiel de la salle. Raley, considéra celui-ci comme intéressant et que la construction de la Maison-Blanche avait respecté l'historicité de celle-ci. Néanmoins, il fit deux propositions qui ont été suivies : 
- la suppression des moulages sur les murs en recouvrant ceux-ci par une série de panneaux supérieur et inférieur ;
- l'abaissement de la hauteur de la fenêtre, en étendant une corniche sur le mur nord de la salle.

Ces changements eurent pour effet d'unifier la pièce et tout en mettant en valeur le plafond voûtée. 
Parish fait revêtir les murs d'un jaune doux et installa des voilages de soie jaune aux fenêtres, liés par des passementeries faites de cordons ornementaux et de glands, installés dans le cadre des fenêtres. Architecte d'intérieur Stéphane Boudin effectua un traitement similaire pour salon ovale jaune (Yellow Oval Room). Une série de manteaux de cheminée et de lustres furent essayés, puis on opta pour l'installation permanente d'une cheminée de marbre vert de style Louis XVI au-dessus de laquelle un aigle et guirlandes en marbre blanc furent sculptés. Ce manteau avait été acquis pour le Yellow Oval Room, mais celui-ci s'avéra trop petit pour l'ampleur de la pièce. Ses bordures furent peintes en blanc afin de faire correspondre son marbre vert au linteaux des portes et des fenêtres. Pour le mobilier, on utilisa une table et des chaises de style fédéral. 
Aujourd'hui, l'espace apparaît peu modifié depuis la restauration Kennedy. Une draperie de soie jaune conçue en 1981 par Ted Graber sur une commande de Nancy Reagan, basée sur un modèle de régence anglaise, a été installée pour couvrir les contours des fenêtres. Nancy Reagan a également fait réaliser les nouveaux capitonnages des chaises, ainsi qu'un nouveau tapis pour la salle. Un plateau d'argent, réalisé à New York par John W. Forbes, dans les années 1820 repose sur la table à manger.